# Veules-les-Roses
Veules-les-Roses és un municipi francès situat al departament del Sena Marítim i a la regió de Normandia. L'any 2007 tenia 582 habitants.

## Demografia

### Població
El 2007 la població de fet de Veules-les-Roses era de 582 persones. Hi havia 299 famílies de les quals 128 eren unipersonals (39 homes vivint sols i 89 dones vivint soles), 93 parelles sense fills, 62 parelles amb fills i 16 famílies monoparentals amb fills.
La població ha evolucionat segons el següent gràfic:
Habitants censats

### Habitatges
El 2007 hi havia 779 habitatges, 295 eren l'habitatge principal de la família, 455 eren segones residències i 29 estaven desocupats. 589 eren cases i 186 eren apartaments. Dels 295 habitatges principals, 166 estaven ocupats pels seus propietaris, 118 estaven llogats i ocupats pels llogaters i 12 estaven cedits a títol gratuït; 4 tenien una cambra, 26 en tenien dues, 60 en tenien tres, 87 en tenien quatre i 118 en tenien cinc o més. 186 habitatges disposaven pel capbaix d'una plaça de pàrquing. A 162 habitatges hi havia un automòbil i a 75 n'hi havia dos o més.

### Piràmide de població
La piràmide de població per edats i sexe el 2009 era:
| Homes | Edats   | Dones |
| ----- | ------- | ----- |
| 0     | 95 o +  | 0     |
| 0     | 90 a 94 | 4     |
| 8     | 85 a 89 | 4     |
| 20    | 80 a 84 | 4     |
| 8     | 75 a 79 | 48    |
| 24    | 70 a 74 | 24    |
| 20    | 65 a 69 | 20    |
| 16    | 60 a 64 | 16    |
| 24    | 55 a 59 | 12    |
| 8     | 50 a 54 | 20    |
| 40    | 45 a 49 | 24    |
| 4     | 40 a 44 | 16    |
| 24    | 35 a 39 | 16    |
| 40    | 30 a 34 | 24    |
| 12    | 25 a 29 | 16    |
| 12    | 20 a 24 | 12    |
| 28    | 15 a 19 | 24    |
| 8     | 10 a 14 | 24    |
| 20    | 5 a 9   | 16    |
| 16    | 0 a 4   | 16    |

## Economia
El 2007 la població en edat de treballar era de 331 persones, 233 eren actives i 98 eren inactives. De les 233 persones actives 203 estaven ocupades (105 homes i 98 dones) i 29 estaven aturades (12 homes i 17 dones). De les 98 persones inactives 44 estaven jubilades, 21 estaven estudiant i 33 estaven classificades com a «altres inactius».

### Ingressos
El 2009 a Veules-les-Roses hi havia 316 unitats fiscals que integraven 591,5 persones, la mediana anual d'ingressos fiscals per persona era de 17.264 €.

### Activitats econòmiques
Dels 42 establiments que hi havia el 2007, 2 eren d'empreses alimentàries, 1 d'una empresa de fabricació d'altres productes industrials, 1 d'una empresa de construcció, 16 d'empreses de comerç i reparació d'automòbils, 1 d'una empresa de transport, 11 d'empreses d'hostatgeria i restauració, 1 d'una empresa d'informació i comunicació, 1 d'una empresa financera, 1 d'una empresa immobiliària, 4 d'empreses de serveis, 1 d'una entitat de l'administració pública i 2 d'empreses classificades com a «altres activitats de serveis».
Dels 14 establiments de servei als particulars que hi havia el 2009, 1 era una oficina de correu, 1 taller de reparació d'automòbils i de material agrícola, 1 empresa de construcció, 1 perruqueria, 9 restaurants i 1 agència immobiliària.
Dels 8 establiments comercials que hi havia el 2009, 2 eren botiges de menys de 120 m², 1 una botiga de menys de 120 m², 1 una fleca, 1 una peixateria, 1 una botiga de roba, 1 una sabateria i 1 una joieria.
L'any 2000 a Veules-les-Roses hi havia 5 explotacions agrícoles.

## Equipaments sanitaris i escolars
L'únic equipament sanitari que hi havia el 2009 era una farmàcia.
El 2009 hi havia una escola elemental integrada dins d'un grup escolar amb les comunes properes formant una escola dispersa.

## Poblacions més properes
El següent diagrama mostra les poblacions més properes.